# El Despertador Americano
El Despertador Americano. Correo Político Económico de Guadalajara fue el primer periódico publicado por los insurgentes durante la guerra de la Independencia de México. Solamente se imprimieron siete números desde el 20 de diciembre de 1810 al 17 de enero de 1811.

## Publicaciones
La idea de publicar El Despertador Americano fue concebida por el párroco de Mascota, Francisco Severo Maldonado, quien le propuso la idea a Miguel Hidalgo. Se utilizó la imprenta de Mariano Valdés, la cual era administrada por José Trinidad Buitrón y cuyos impresores eran José Antonio Henríquez del Castillo y José María Ibarra. Cada número se imprimió en un tiraje de 2000 ejemplares, los cuales tenían un precio de venta de 2 reales. Los principales editores fueron el propio Severo Maldonado y Ángel de la Sierra.
El primer número salió a la venta el jueves 20 de diciembre de 1810. Se notificó a la población la situación en que se encontraba España debido a la invasión francesa y se expresaron las justificaciones del movimiento armado emprendido por los insurgentes. Tras la derrota de la batalla de Puente de Calderón, la publicación fue interrumpida y los redactores e impresores enjuiciados.

### Editores
Tras la propuesta recibida, Miguel Hidalgo, solicitó apoyo de José Joaquín Fernández de Lizardi. Quien, previo y durante al movimiento independentista, se encargó de ser un partidista y periodista crítico al poder.

### Línea Editorial
El periódico se mantuvo vigente durante un año, ya que en 1811 con la aprehensión de Miguel Hidalgo dejó de publicarse. Por su parte, Lizardi fue encarcelado en 1812. A los 7 números ordinarios, se suman dos publicaciones extraordinarias.
El Despertador Americano fue un periódico que se publicó clandestinamente en Guadalajara, Jalisco. Los directores del mismo fueron Hidalgo y Lizardi. El periódico, constaba de una línea crítica e independentista, también, se encargaba de relatar las victorias del ejército insurgente, las injusticias realizadas por los españoles y exhortaba al pueblo para que se uniera a la guerra.